# 厚切りジェイソン
厚切りジェイソン（あつぎりジェイソン、1986年4月9日 - ）は、
アメリカ合衆国出身の在日IT企業役員、お笑いタレント。ワタナベエンターテインメント所属。本名はジェイソン・デイヴィッド・ダニエルソン（Jason David Danielson）。

## 経歴
アメリカ合衆国ミシガン州出身。身長186cm。エンジニアの父と母、18か月上の姉がいる。小さな頃から勉学が得意で「出された宿題を学校から帰宅する車の中でさっさとしてしまうような子供だった」と述べている。その優秀さから、中学校時代には「高校カリキュラムで勉強してみないか？」と提案された。17歳の時(2003年)にミシガン州立大学に飛び級入学し、その後イリノイ大学アーバナ・シャンペーン校に編入し、学士号、修士号を取得した。
2005年に訪日し日本に1年間滞在。旭化成においてアメリカ英語対応・音声認識ソフトの開発・研究に従事。この時に観た『エンタの神様』（日本テレビ系）の面白さが気に入り、「日本語の勉強のため」として多くのお笑い番組などで多くの芸人のネタを観る。なお、お笑い番組のみならずテレビドラマもよく観ており、好きな作品として『銭ゲバ』（日本テレビ）、『池袋ウエストゲートパーク』、『タイガー&ドラゴン』（いずれもTBSテレビ）を挙げている。
2005年訪日時に知り合った日本人女性と2007年にアメリカで結婚。2017年1月1日の時点で、3人の娘がいる。扶養家族がいるため、会社役員も辞められないとのこと。
2008年に日本語能力試験2級（現N2レベル相当）、2009年には同試験1級（現N1レベル相当）を取得。現在も日本語習得のため、漢字の書き取りは頻繁にしている。また日本史も勉強していると述べている。漢字の書き取りなどの勉強において生じた素朴な疑問を元にネタを作る事が多い。また、同じく漢字のネタ（人文字）を持つゴルゴ松本（TIM）にネタをよく見せて助言を依頼している。
その後アメリカに帰国し、GEヘルスケアに転職。後には「再び訪日してお笑い芸人をやりたい」と言う思いが強くなったが、芸人をやるという理由ではビザが下りないと悩んでいる頃に住んでいるシカゴのIT関連企業が日本に進出して日本法人を設立すると聞き、これに参加して2011年に渡日。
ある日、ザブングルの営業を観に行った際に、観客の中で力が強そうな人を選び腕相撲で対戦するという企画でジェイソンは必死に手を挙げ、加藤歩に選ばれて加藤と対戦（結果はジェイソンの勝ち）。この時から加藤との交流が始まり、会社を辞めなくても芸人を目指せるとして加藤にワタナベコメディスクールの土日コースを勧められ、2013年10月に19期生としてワタナベコメディスクール入学。同スクール卒業後の2014年9月にワタナベエンターテインメント所属となりデビュー。
2014年12月29日放送の『速報!有吉のお笑い大統領選挙』（テレビ朝日）に出演してベッキーが絶賛したことをきっかけに、知る人ぞ知るような存在になっていった。2015年2月10日に決勝戦が行われた『R-1ぐらんぷり2015』で決勝進出。『R-1ぐらんぷり』で外国人の決勝進出は初であり、芸歴最短記録（芸歴4か月）も更新した。また2016年3月6日に開催の『R-1ぐらんぷり2016』でも決勝進出、2年連続でR-1ファイナリストとなった。
2012年にITベンチャー企業テラスカイに入社。同社の米国法人の立ち上げに携わり、同法人の副社長に就任。2021年現在では、テラスカイ本体のグローバルアライアンス事業部長及び同社子会社の株式会社テラスカイベンチャーズの取締役も務めており（テラスカイの株式を1万株超持つ株主でもある）、社業とお笑い芸人とを両立させた活動を行っているが、社業において芸人仕事のため半休を取ったり取締役会を途中で抜けたりもしているという。「“本業は何？”と問われるけど、本業という言葉自体が嫌い。これは人間＝仕事という意味が込められてるんですよ。本業以外の事は出来ないでしょうか？という意味が込められている。」「僕は人間・ジェイソン。全てが本業。」。お笑い芸人としてだけではなく、テラスカイ社員・IT専門家として、本名のジェイソン・デイヴィッド・ダニエルソン名義での講演も数多く行っている。
また、エンジェル投資家としてITベンチャー企業の株式会社ウィルゲートに投資をしている。ウィルゲート代表の小島梨揮とは同じ年齢である。
自身のTwitterのフォロワーから受けた人生相談にも丁寧に答えており、2015年11月にはそれらをまとめ、日本に対する自身の提言を著した書籍「日本のみなさんにお伝えしたい48のWhy」を発売。その中でも述べられているが、日本人の生活や労働スタイル、商慣習については「周りの意見に左右されすぎ、小さな頃からそうするべきだと教え込まれている」「無駄な会議、作業、資料作成が多すぎる」など、個々の意見や活動を尊重し、労働現場をもっと合理化すべきであるという意見を持っている。
タレント活動で得る収入のほか、会社での役員報酬、シカゴに所有しているマンションの家賃収入もある。また、初訪日した20歳のときは体重が140kgもあり、カロリーダイエットとジョギングに挑み約78kg減らし現体型に至った。現在でもジョギングを日課とし、出張先でも時間を見つけて数kmの走り込みを行っている。2016年2月28日には「東京マラソン2016」の男子の部で出場し、4時間56分55秒で完走。
2016年、「東京ブランド」の確立に向けたプロジェクト『&TOKYO』の特別選定委員に就任。
2016年7月、Android・iOS用の英語学習アプリケーション「厚切り英単語」を発売。英和辞典などにおける「英単語を日本語で説明」ではなく「英単語を英語で説明」をすることでネイティヴスピーカーにより近い英語の感覚を身に付けさせることを目指している。収録はジェイソン自身が行っている。その他、公式ブログは日本語と英語の両方で同じ内容の記事を書いており、英語に親しむきっかけ作りを心がけている。
2017年4月からNHK Eテレの『えいごであそぼ with Orton』にて、子供たちに英語を教える「ジェイソン博士」としてレギュラー出演。その後「ジェイソン博士」は世界各地を旅することを宣言し、厚切りジェイソンも2023年3月を以て番組を降板した。
2022年10月4日からお金のトレーニングスタジオ株式会社ABCashTechnologiesの特別講師就任。

## 人物
芸名の「厚切りジェイソン」は、自身が胸板が厚いことと神奈川県厚木市在住ということが由来となっている。
共和党支持者。ドナルド・トランプの大統領就任を受けて、「政治経験が全くないからこそ世界に刺激を与えてくれるのでは。経済をリセットさせてくれる」とコメントしている。2021年にも、「トランプさんにも悪いところはたくさんあると思うが、経済政策では評価するところは評価するべき」「トランプさんを支持している人が（2020年大統領選挙の総得票数）7000万人以上いるという事実は認めてから考えていかないと」と持論を展開した。一方で、「（コロナ対策のためには）民主党政権の方がお互い我慢しあって協力して問題を解決しようという動きに期待できる」「個人の自由を優先する共和党よりも民主党の方が早く結束につながると思いたい」とも語った。
両親ともにアメリカ人であり、アメリカ出身だが、日本語に非常に堪能である。
死は気にしない、終活は熊との戦いと語り、リスク管理に基づいたユニークな人生観を持っている。

## 芸風
- 「漢字はムズかしい！」 - 日本の漢字に関するジェイソンの疑問。
  - 「一」「二」「三」と横棒続きなのに次がいきなり「四」と法則が変わる[24]。
  - 点をつけると元の漢字とまったく違う意味の漢字になってしまう（「大」に点をつけると「太」「犬」に変化する）[24]。
  - 特定の部首に注目し、その部首が付く漢字のネタを連続して披露する（例：全て「女」が付く漢字の場合、「始」など）[24]。
  - 漢字とカタカナで同じ形をしている文字（例、工（こう）とエ（カタカナのえ）や口（くち）とロ（カタカナのろ）など）。
  - 信号機は「青」「黄」「赤」と表記されているのに実際の青信号が青色で表現されていない。一方「緑茶」は文字通り「緑色」であるように色に対する認識が一定ではない。
  - 絶叫しながら「憂鬱」（状況によっては「躊躇」や「凸凹」）と書き、「覚えるだけで十分憂鬱になるよ！」（「躊躇」の場合は『覚えるのを躊躇しちゃうよ！』、「凸凹」の場合は『もはや漢字じゃないよ！ テトリスだよ!!』）と訴える。そして「もうこれ以上漢字を覚えるのは諦めます。以上!!」と言って終了する[24]。
- 「日本の誇り」 - 日本の文化に関する疑問。
  - 鯉のぼりは一番下から「子供、母、父」の順番で並んでいる、なら一番上は祖父になるのに吹流しを付けているのは何故か。
  - 日本人は神社の参拝を非常に丁寧に行うのに、神様が乗った神輿を乱暴に担ぐのは何故か。
  - 気象衛星ひまわりによるハイレベルの天気予報の技術があるのに、晴れて欲しい時にてるてる坊主に頼るのはおかしい。
  - お祝いなどに水引や風呂敷など結びを大切にするのに、サラリーマンが酔っぱらうと頭にネクタイを結ぶのは何故か。
  - 大和撫子を代表してひな人形や文金高島田を代表する繊細な美の文化があるのに、羽子板で負けるとどうして墨で顔に落書きをするのか。
  - 節分に鬼を退治するためにどうして大豆を武器として使うのか。
  - 出初式で梯子乗りを披露するとき、どうして梯子で逆立ちをするのか。
- ことわざに関する疑問
  - 腐っても鯛→食中毒を起こすだろう
  - 七転び八起き→7回転んだら7回起き上がる、8回起き上がるのはおかしい
  - 蛙の子は蛙→カエルの子供はオタマジャクシだろう
  - 負けるが勝ち→負けてるんだから勝ちじゃないだろう
  - 足を洗う→染めたのは手だろう（悪いことを始める時は「手を染める」から）
- 熟語に関する疑問
  - 「人間」→ヒトそのものを表すのに「人の間」とはどういうことか
  - 「着服」→「服を着る」と書くのに悪いこととして扱われるのはどういうことか
  - 「必死」→必ず死ぬならものごとをやる意味が無いだろう
- コント「心細い」
  - 待ち合わせ時刻になっても来ない日本人の友人に、早く来るよう催促の電話をする外国人旅行者を演じる。その際、初めて日本に来たにもかかわらず、今いる場所を非常に細かく説明する他、待っている最中に出会った人に日本人顔負けの細かい道案内をする。その都度「心細いわ…」とつぶやきながら友人を待ち続けるという内容。

これらのネタをホワイトボードや画用紙などに書いて披露し、その度に「Why Japanese people!?（なぜなんだ日本人!?）おかしいだろ！」などと絶叫でツッコミを入れる。なお、この「Why―」の決め台詞は、ワタナベコメディスクール時代のある日、ネタ見せの時にネタを全部忘れ、この時に咄嗟に飛び出た台詞であり、以後そのまま遣い続けるようになった。なお、通勤電車の中でネタをよく作っているという。

## 出演

### テレビ
- Why!?プログラミング（2016年3月21日 - 25日、NHK Eテレ） - MC [26]
- エンタの神様（2015年3月21日 - 、日本テレビ）
- ネプリーグ（2016年10月頃 - 、フジテレビ） 「ハイパーイングリッシュブレインタワー」、解説役。
- えいごであそぼ with Orton（2017年4月3日 - 2023年4月1日、NHK Eテレ） - ジェイソン博士 役
- 厚切りジェイソンのWhy Japanese Companies? in Kumamoto（2020年2月19日、熊本放送）
- かんさい情報ネットten.（2020年7月24日ほか、読売テレビ） - ジェイソン・D・ダニエルソン名義
- VS魂（2021年9月9日 - フジテレビ） - 『English Quiz SHOW‼』進行
- Cygames presents CHIBA CODER CUP（2021年11月21日 - 2023年12月3日（年1回放送）、千葉テレビ放送） - MC[27]
- Japan Top Inventions（NHKワールドTV） - MC（ジェイソン・ダニエルソン名義）
- ニュー試 あなたの脳をスキルアップ!（2022年1月15日 - 、NHK Eテレ） - 潜ニューくんの声

### ドラマ
- デスノート 第6話（2015年8月9日、日本テレビ） - ジェイソン・ウォルターソン 役[28]
- 歴史秘話ヒストリア「日本人なのに通じナイ！？ 明治標準語ことはじめ」（2016年10月7日、NHK総合）-案内役
- 幕末グルメ ブシメシ!2（2018年1月10日 - 2月21日、NHK BSプレミアム） - アンソニー・アボット 役
- 天才バカボン3（2018年5月4日、日本テレビ） - Georgeの父 役
- 絶対正義（2019年2月2日 - 3月23日、東海テレビ） - ジョーイ・ウィリアムズ 役
- 二つの祖国（2019年3月23日・24日、テレビ東京） - ホプキンズ 役
- おかえり～とこわかの町・伊勢～（2020年1月2日、東海テレビ[注 3]） - アルバーノ 役[29]
- 株式会社グレーゾーン・エージェンシー 第5話（2020年4月20日、YouTube Originals） - ジェイソン社長 役
- いいね!光源氏くん（2020年4月4日 - 5月23日、NHK総合） - フィリップ 役
- 歴史秘話ヒストリア「日本地図を手に入れろ！ シーボルトの極秘ミッション」（2021年1月6日、NHK総合）-シーボルト役
- ラジエーションハウスII〜放射線科の診断レポート〜 第9話（2021年11月29日、フジテレビ） - ボヌール 役
- 育休刑事 第8話（2023年6月6日、NHK総合・NHK BS4K） - ビリー（ウィリアム・マッキントッシュ） 役
- Dr.アシュラ 第3話 - 第5話（2025年4月30日 - 5月14日、フジテレビ） - スティーブ・フィンク 役[30]

### 映画
- コンフィデンスマンJP -英雄編-（2022年1月14日、東宝）- リカルド 役
- おそ松さん（2022年3月25日公開、東宝） - オータム役
- ゆとりですがなにか インターナショナル（2023年10月13日公開、東宝） - アンソニーの父 役

### ラジオ
- 辛坊治郎ズーム そこまで言うか!（2015年7月18日、ニッポン放送）
- ラジオビバリー昼ズ（2015年8月19日、ニッポン放送）
- 厚切りジェイソンのThursday Night WHY（2015年10月 - 、TOKYO FM）毎週木曜21:15 - 21:40
- NHKジャーナル日米WHY問答

### ウェブテレビ
- カイギ（2021年3月31日、4月7日、ひかりTVチャンネル＋）[31]

### CM・広告
- ソフトバンク「Y!mobile」（2015年）
- 日清食品「日清焼そばU.F.O.」（2015年） [32]
- ロッテ「のど飴」（2015年 - 2016年）[33]
- ガスト「新・日替わりランチ」（2016年）
- アツギ「2016年春夏販促キャペーン “WHY ASTIGU?”」（2016年） [34][35]
- ライフネット生命保険（2016年 - 2021年）
- 日本マクドナルド（2017年 - 2018年）
- ブラザー工業「トータルプリンティングソリューション」（2018年）[36]
- バンダイナムコエンターテインメント「ドラゴンボールZ ブッチギリマッチ」（2019年）
- ニューバランスジャパン「働くと、ニューバランス」（2019年 - ）
- キュービーネット「QBハウス」（2021年）
- oVice（2021年 - 2022年）[37]
- 森永製菓「inショコラプロテイン」（2021年 - 2022年）
- アクアクララ（2023年 - ）
- 姫路市「世界遺産登録30周年」（2023年）
- トライデント・シーフード・ジャパン「すけだら党」（2024年 - ）
- 公文教育研究会「KUMON English」（2024年 - ）
- カルビー「ザ厚切り」（2024年 - ）※上戸彩と共演[38]。
- 日本電気「LAVIE N16」（2024年）
- NTTドコモ「マネックス証券×dカード」（2024年 - ）

### 劇場アニメ
- 魔女見習いをさがして（2020年11月13日、東映） - エゼキエル 役[39]

### 吹き替え
- ズートピア（2016年4月23日、ウォルト・ディズニー・スタジオ・モーション・ピクチャーズ） - アングリームース 役

## 著書
- 『日本のみなさんにお伝えしたい48のWhy』ぴあ、2015年11月。ISBN 9784835628509。
- 『ジェイソン式英語トレーニング 覚えない英英単語400』主婦と生活社、2016年12月。ISBN 9784391149531。
  - ジェイソン・D・ダニエルソン名義[40]
- 『かなり気になる日本語』SBクリエイティブ〈SB新書 461〉、2019年1月。ISBN 9784797399936。
- 『ジェイソン流お金の増やし方 コレだけやれば貯まる！』ぴあ、2021年11月。ISBN 9784835646466。

## DVD
- Why Japanese People!?（2015年6月24日、コンテンツリーグ）

## ソフトウェア
- 厚切り英単語（Android・iOS対応 ダウンロード販売 2016年7月発売）